# Волохина-Миляева, Нина Серафимовна
Нина Серафимовна Волохина-Миляева (в девичестве — Волохина; 6 января 1927, село Елизаветино, Воронежская губерния) — передовик сельскохозяйственного производства, доярка. Герой Социалистического Труда (1966).

## Биография
Родилась 6 января 1927 года в крестьянской семье в селе Елизаветино Бобровского уезда Воронежской губернии (сегодня — Бутурлиновский район Воронежской области). С 1945 года начала свою трудовую деятельность дояркой в колхозе «Красная Звезда» Бутурлиновского района. С 1955 года работала дояркой, колхозницей и птичницей в колхозе имени Кирова Бутурлиновского района. За выдающиеся достижения в трудовой деятельности в животноводстве была удостоена в 1966 году звания Героя Социалистического Труда.
В 1981 году вышла на пенсию и проживала до 90-х годов XX столетия в селе Заречье Бутурлиновского района.

## Награды
- Герой Социалистического Труда — указом Президиума Верховного Совета СССР от 22 марта 1966 года
- Орден Ленина (1966).